# Lascoria antigone
Lascoria antigone är en fjärilsart som beskrevs av William Schaus 1916. Lascoria antigone ingår i släktet Lascoria och familjen nattflyn. Inga underarter finns listade i Catalogue of Life.